# Душан Ристић (кошаркаш)
Душан Ристић (Нови Сад, 27. новембар 1995) српски је кошаркаш. Игра на позицији центра.

## Биографија
Ристић је кошарку почео да тренира у новосадском клубу КК Стар. Након тога је прешао у млађе категорије ФМП-а, а касније и Црвене звезде. Године 2011. био је најкориснији играч на Џордан Бренд кампу где играју најбољи играчи у свету у том узрасту. Током сезоне 2012/13. играо је у сениорском тиму ФМП-а, а у наредној 2013/14. сезони је дебитовао за први тим Црвене звезде, забележивши пар наступа и у Евролиги. Међутим, Ристић није желео да са црвено-белима потпише професионални уговор, већ је у јануару 2014. отишао пут САД где је до лета похађао средњу школу Sunrise Christian Academy у Канзасу, а од сезоне 2014/15. постао је студент Универзитета Аризона где је заиграо кошарку за њихов тим Аризона вајлдкетс. Након четири сезоне на Аризони, Ристић није одабран на НБА драфту 2018. године. Дана 16. јула 2018. године вратио се у Црвену звезду и са њом потписао трогодишњи уговор. Са црвено-белима је у сезони 2018/19. освојио Суперкуп, АБА лигу и Суперлигу Србије. У јулу 2019. прослеђен је на једногодишњу позајмицу у Астану. У екипи Астане је током сезоне 2019/20. у ВТБ лиги бележио просечно 15,7 поена и 11 скокова по мечу, уз просечан индекс корисности 22,3. У јулу 2020. одлази на нову позајмицу, овога пута у италијанску Брешу. Крајем јануара 2021. године напустио је Брешу и прешао у Автодор Саратов до краја 2020/21. сезоне. За сезону 2021/22. потписао је уговор са Фуенлабрадом. У дресу шпанског клуба на 34 наступа у АЦБ лиги просечно је бележио 10 поена уз 4,7 скокова. Најбоље партије пружио је у поразу од Андоре (21 поен и девет скокова, индекс 30), као и у тријумфу над Басконијом (27 поена и 10 скокова, индекс 29). У јулу 2022. продужио је уговор са Фуенлабрадом на још годину дана. Напустио је Фуенлабраду 28. децембра 2022. када је прешао у турски Галатасарај до краја сезоне. У јуну 2023. потписао је за Леново Тенерифе. У фебруару 2024. прослеђен је на позајмицу до краја сезоне у шпанског друголигаша Сан Пабло Бургос.
Са репрезентацијом Србије до 18 година освојио је бронзану медаљу на Европском првенству 2012. године. За сениорску репрезентацију Србије је дебитовао током квалификација за Светско првенство 2023. Нашао се на коначном списку играча за Европско првенство 2022. године. Са репрезентацијом Србије је освојио сребрну медаљу на Светском првенству 2023. које је играно у Индонезији, Јапану и на Филипинима.

## Успеси

### Клупски
- Црвена звезда:
  - Првенство Србије (1): 2018/19.
  - Јадранска лига (1): 2018/19.
  - Суперкуп Јадранске лиге (1): 2018.

### Репрезентативни
- Светско првенство:  2023.
- Европско првенство до 18 година:  2012.